# Миками, Синдзи
Синдзи Миками (яп. 三上 真司 Миками Синдзи, род. 11 августа 1965, префектура Ямагути, Япония) — японский геймдизайнер, продюсер и глава Tango Gameworks. Наиболее известен как создатель (совместно с Токуро Фудзивара) вселенной Resident Evil и «пятёрки игр Capcom» на Nintendo GameCube, на создании которых Миками выступал как руководитель и продюсер. После ухода из Capcom работал в Platinum Games, где создал игру Vanquish. В 2010 году открыл свою собственную студию Tango Gameworks.

## Биография
Синдзи Миками родился 11 августа 1965 года в префектуре Ямагути, Япония. После школы учился в университете Досися, где Миками изучал мерчандайзинг.
В 1990 году был принят на работу в Capcom, где он был одним из разработчиков игры Capcom Quiz: Hatena? no Daibōken для портативной консоли Game Boy. С 1991 по 1993 год разработал три игры, сделанные по мотивам Диснеевских мультфильмов: Who Framed Roger Rabbit для Game Boy, и Goof Troop и Disney’s Aladdin для Super Nintendo, причём последняя имела коммерческий успех: было продано 1,75 млн копий. После выхода трёх игр принимал участие в создании проекта по мотивам гонок Формулы-1, однако позже она была отменена.
После выхода Goof Troop, Синдзи Миками поручили создать трёхмерную игру для PlayStation и Sega Saturn. Вдохновляясь фильмом «Зомби 2» и игрой Sweet Home, в 1996 год была выпущена игра Biohazard (Resident Evil в США и Европе), получившая высокие оценки от критиков. Благодаря Resident Evil стал популярен жанр survival horror. Успех игры привёл к созданию множества продолжений, фильмов, комиксов и игрушек. На конец марта было продано 49 миллионов копий игр.
С 1997 года Синдзи Миками стал продюсером многих игр Capcom, в том числе Resident Evil 2 и Dino Crisis, где в разработке последней был также руководителем. Через два года дизайнеру поручают возглавить четвёртый производственный отдел компании Capcom. Под его руководством были выпущены проекты Devil May Cry (первоначально планировавшиеся как 4 часть серии Resident Evil), Resident Evil Code: Veronica, первоначально созданную для Dreamcast, и Dino Crisis 2, продажи которой составили более 1,2 миллионов копий. С 2001 по 2006 год студия выпускала игры только для Nintendo GameCube: самым известными стали проекты Resident Evil 4, P.N.03, Viewtiful Joe, killer7 и Dead Phoenix. Синдзи Миками был директором игры Resident Evil 4, которая была создана с нуля три раза и окончательная версия была выпущена на GameCube в 2005 году. Игра получила высокие оценки от критиков и было продано свыше 1 миллиона копий. Игра стала перезапуском жанра survival horror, которая объединила некоторые элементы шутера. Миками настаивал на эксклюзивности игры, однако она была портирована на PlayStation 2 и PC, а также на PlayStation 3, Xbox 360 и Wii.
После выхода Resident Evil 4, Миками работал в новой студии Clover. В новой студии он успел разработать одну игру под названием God Hand, которая является пародией на японскую и американскую культуры. После закрытия студии в 2007 году, большая часть сотрудников основала студию Platinum Games, среди которых был и Синдзи Миками. В этой студии он создал шутер Vanquish; под влиянием игрового процесса многие компании-разработчики стали применять в своих играх похожую механику. Её можно увидеть в таких играх как Bulletstorm, Crysis 2, Killzone 3, а также в шутере от третьего лица Binary Domain. Идеи над созданием Vanquish он брал из аниме Neo-Human Casshern.
В 2010 году основал студию Tango Gameworks, которая разработала две игры в жанре survival horror The Evil Within и The Evil Within 2.

## Карьера

### Ранние годы (1990—1993)
Хотя Миками часто играл в аркадные видеоигры, в индустрию он попал случайно:
«Мой друг нашел листовку, рекламирующую какую-то вечеринку со шведским столом, которую Capcom устраивала в Hilton, и дал ее мне, потому что знал, что я люблю игры. Я пошел в основном потому, что хотел поесть в Hilton. бесплатно, но как только я начал разговаривать с сотрудниками Capcom, действительно вникая в суть их работы, я подумал, что это звучит довольно неплохо. Поэтому я подал заявку и в Capcom, и в Nintendo, и оказалось, что это второй раунд собеседований для обеих компаний, которые состоялись в один и тот же день, и я выбрал Capcom. Полагаю, это к лучшему, потому что у меня, вероятно, никогда не было шанса попасть в Nintendo».
Сперва его заявление было отклонено в процессе проверки, но затем одобрено через неделю. Он присоединился к Capcom в 1990 году в качестве младшего игрового дизайнера. Миками и других новых сотрудников отправили на склад и приказали «хорошо подумать о дизайне игры», а затем оставили без присмотра на весь день. Через несколько месяцев его внезапно включили в команду и дали руководящую должность, несмотря на то, что он ничего не знал о разработке игр.
Его первая игра, игра-викторина для Game Boy под названием Capcom Quiz: Hatena? no Daibōken была создана за три месяца. Три его последующих выпуска были основаны на лицензиях от Disney: Who Framed Roger Rabbit для Game Boy и Disney’s Aladdin и Goof Troop для Super NES. «Аладдин» стал его первым хитом, по всему миру было продано более 1,75 миллиона копий. Миками также работал над Super Lap, неизданной гоночной игрой F1 для Game Boy, которую планировалось выпустить в 1992 году, но она была отменена после восьми месяцев разработки.
Миками обучался, наблюдая за своими более опытными коллегами; всякий раз, когда он показывал им свои наработки, они называли их «неинтересными», не давая никаких советов. Тем не менее, ему было комфортно в этой среде, поскольку она порождала независимость и свободу мысли. Искусство создания игр для Миками привил Токуро Фудзивара.

### Bio Hazard/Resident Evil(1993—1996)
В 1993 году, после выпуска Goof Troop Миками начал разработку приключенческой игры на тему ужасов для PlayStation, действие которой происходит в особняке с привидениями, первоначально задуманном как ремейк игры Capcom Sweet Home для Famicom. Миками сказал, что игра была ответом на его разочарование от фильма Зомби 2, кровавый фильм 1979 года итальянского режиссера Лучио Фульчи, Миками был полон решимости сделать игру без недостатков фильма. Результатом стала игра Bio Hazard, в которой трехмерные полигональные персонажи и объекты сочетались с предварительно обработанным фоном, а так же фигурировали зомби (среди других монстров), на которых сильно повлияли фильмы Джорджа А. Ромеро «Живые мертвецы». По настоянию американского подразделения Capcom USA на западном рынке игра вышла под названием Resident Evil.
Bio Hazard / Resident Evil была выпущена в Японии и Северной Америке 22 марта 1996 года и стала одной из первых успешных игр для PlayStation. Это была первая игра, которую назвали survival horror — термин, придуманный Capcom для продвижения игры. Позже она была перенесена на Sega Saturn.

## Игры, в разработке которых принимал участие
| Название                                              | Год выхода      | Роль                                |
| ----------------------------------------------------- | --------------- | ----------------------------------- |
| Super Spy Hunter                                      | н/д             | Геймдизайнер                        |
| Capcom Quiz: Hatena? no Daibōken                      | 1990            | Планирование игры                   |
| Who Framed Roger Rabbit                               | 1991            | Планирование игры                   |
| Безымянная игра про Формулу-1 (отменена)              | отменена в 1992 | Планирование игры                   |
| Aladdin                                               | 1993            | Планирование игры                   |
| Goof Troop                                            | 1994            | Дизайнер                            |
| Resident Evil                                         | 1996            | Руководитель и продюсер             |
| Resident Evil 2                                       | 1998            | Продюсер                            |
| Dino Crisis                                           | 1999            | Руководитель и Продюсер             |
| Resident Evil 3: Nemesis                              | 1999            | Продюсер                            |
| SNK vs. Capcom: Card Fighter's Clash                  | 1999            | Особая благодарность                |
| Resident Evil Code: Veronica                          | 2000            | Продюсер                            |
| Dino Crisis 2                                         | 2000            | Исполнительный продюсер             |
| Onimusha: Warlords                                    | 2001            | Консультант                         |
| Resident Evil Gaiden                                  | 2001            | Консультант                         |
| Devil May Cry                                         | 2001            | Исполнительный продюсер             |
| Phoenix Wright: Ace Attorney                          | 2001            | Исполнительный продюсер             |
| Resident Evil Survivor 2 Code: Veronica               | 2001            | Супервайзер                         |
| Resident Evil (ремейк на GameCube)                    | 2002            | Руководитель                        |
| Resident Evil Zero                                    | 2002            | Исполнительный консультант          |
| Phoenix Wright: Ace Attorney: Justice for All         | 2003            | Исполнительный продюсер             |
| P.N.03                                                | 2003            | Руководитель                        |
| Viewtiful Joe                                         | 2003            | Исполнительный продюсер             |
| Dino Crisis 3                                         | 2003            | Исполнительный продюсер             |
| Resident Evil Outbreak                                | 2003            | Дизайнер                            |
| Resident Evil Outbreak File #2                        | 2004            | Дизайн фонов                        |
| Phoenix Wright: Ace Attorney: Trials and Tribulations | 2004            | Исполнительный продюсер             |
| Resident Evil 4                                       | 2005            | Руководитель                        |
| Killer7                                               | 2005            | Исполнительный продюсер и сценарист |
| Devil May Cry 3: Dante’s Awakening                    | 2005            | Арт и графика                       |
| God Hand                                              | 2006            | Руководитель                        |
| Vanquish                                              | 2010            | Руководитель                        |
| Shadows of the Damned                                 | 2011            | Творческий продюсер                 |
| The Evil Within                                       | 2014            | Руководитель                        |
| The Evil Within 2                                     | 2017            | Исполнительный продюсер             |
| Ghostwire: Tokyo                                      | 2022            | Исполнительный продюсер             |
| Hi-Fi Rush                                            | 2023            | Исполнительный продюсер             |